# Grund (Kreis Heiligenbeil)
Grund war ein Ort im Kreis Heiligenbeil in Ostpreußen. Seine Ortsstelle befindet sich im heutigen Munizipalkreis Rajon Bagrationowsk (Stadtkreis Preußisch Eylau) in der russischen Oblast Kaliningrad (Gebiet Königsberg [Preußen]).

## Geographische Lage
Die Ortsstelle von Grund liegt im südlichen Westen der Oblast Kaliningrad, zehn Kilometer nordöstlich der früheren Kreisstadt Heiligenbeil (russisch Mamonowo) bzw. 41 Kilometer nordwestlich der heutigen Rajonshaupstatdt Bagrationowsk (deutsch Preußisch Eylau).

## Geschichte
Im Jahre 1478 wurde das damalige Zcum Grunde als kleines Gehöftanwesen gegründet und danach Grunndt, nach 1575 Zum Grunde, nach 1620 Grundt sowie nach 1785 Grund genannt. Als Vorwerk war Grund ein Teil des Gutsbezirks Mükühnen (russisch Nekrassowo, ab 1993 Moskowskoje) im Amtsbezirk Balga im ostpreußischen Kreis Heiligenbeil. Im Jahre 1910 zählte Grund 32 Einwohner.
Am 30. September 1928 schloss sich der Gutsbezirk Mükühnen mit den Gutsbezirken Stuthenen und Partheinen (russisch Moskowskoje) zur neuen Landgemeinde Partheinen zusammen, deren Ortschaft Grund nun wurde. 1929 wurde Partheinen in den Amtsbezirk Stuthenen umgegliedert, der noch in demselben Jahr in „Amtsbezirk Wolittnick“ (russisch Primorskoje) umbenannt wurde.
In Kriegsfolge kam Grund 1945 mit dem gesamten nördlichen Ostpreußen zur Sowjetunion. Ein russischer Name oder auch die Zuordnung zu einem Dorfsowjet ist nicht bekannt, so dass der Ort wohl nicht mehr besiedelt oder aber in einem Nachbarort aufgegangen ist. Offiziell gilt Grund als untergegangen. Seine Ortsstelle liegt jetzt im Rajon Bagrationowsk (Stadtkreis Preußisch Eylau) in der Oblast Kaliningrad (Gebiet Königsberg (Preußen)) der Russischen Föderation.

## Religion
Bis 1945 gehörte Grund zum Kirchspiel der evangelischen Kirche Bladiau (russisch Pjatidoroschnoje) in der Kirchenprovinz Ostpreußen der Kirche der Altpreußischen Union.

## Verkehr
Die kaum noch wahrnehmbare Ortsstelle von Grund ist von Moskowskoje (Partheinen und Mükühnen) aus erreichbar.